# 다치바나 다네요시
다치바나 다네요시(일본어: 立花種善, 1794년 2월 18일 ~ 1833년 2월 14일)는 에도 시대 후기의 다이묘이다. 미이케번의 7대 번주, 시모테도번의 초대 번주를 지냈다. 어릴적 이름은 준노스케(順之助)이며, 관위는 종5위하, 이즈미노카미(和泉守), 부젠노카미(豊前守)에 올랐다.
미이케번의 6대 번주 다치바나 다네치카의 넷째 아들로 태어났으나, 다네노리를 비롯한 형들이 일찍 사망하여 세자가 될 수 있었다. 1805년, 아버지가 은거함에 따라 번주 자리에 올랐고, 아버지가 정쟁에 휘말리고 막부의 기밀을 누설했다는 죄를 추궁당하면서 다네요시도 1806년 시모테도로 이봉되었다. 이후 새 번에 자리를 잡고 정치를 확립해나갔다. 1832년, 39세의 나이로 사망하였고, 장남 다네하루가 그 뒤를 이었다.
| 전임 다치바나 다네치카 | 제7대 미이케번 번주 (다치바나가) 1805년 ~ 1806년 | 후임 막부령(다치바나 다네유키) |

|  | 제1대 시모테도번 번주 (다치바나가) 1806년 ~ 1832년 | 후임 다치바나 다네하루 |